# أولسبورت
أولسبورت (بالفرنسية: uhlsport) هي شركة ألمانية للملابس والأطقم الرياضية، تأسست عام 1948 بمدينة بالينغن الواقعة في ولاية بادن-فورتمبيرغ الألمانية.
تأسست في الأصل باسم "Haase & Uhl OHG"، ثم أعيدت تسميتها لاحقًا باسم "Karl Uhl GmbH"، ثم أصبحت «أولسبورت GmbH» في عام 1994. و
تقوم الشركة بتصنيع وتوزيع منتجاتها من خلال العلامات التجارية (Uhlsport) و (Kempa) و (Spalding) و (BLK).

## التاريخ

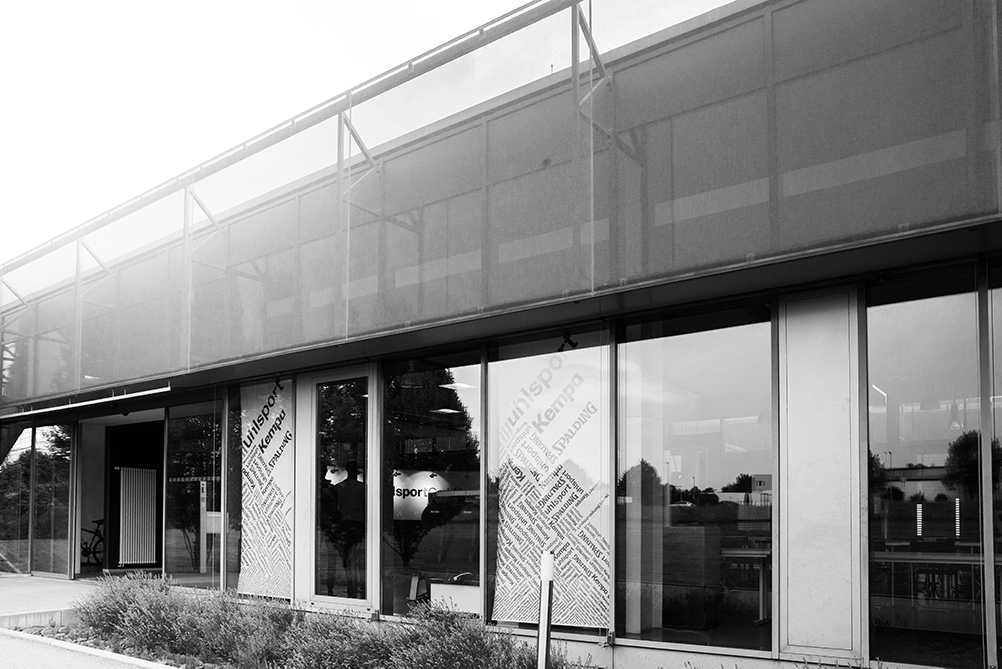
المقر الرئيسي لشركة أولسبورت (GmbH) في بالينغن

تأسست الشركة عام 1948 على يد كارل أول. ركز الإنتاج المبكر على تصنيع المسامير الجلدية لأحذية كرة القدم، وفي عام 1953 بدأت أولسبورت أيضًا في إنتاج نعال أحذية كرة القدم لمصنعي الأحذية الرياضية. في السنوات التي تلت ذلك، تمت إضافة المزيد من المنتجات، بما في ذلك واقيات الساق والضمادات الرياضية وكرات القدم وقفازات حارس المرمى، حتى طورت في النهاية مجموعة كاملة من معدات كرة القدم. منذ عام 2002، تعمل الشركة على تشغيل إستراتيجية متعددة العلامات التجارية لكرة القدم وكرة اليد وكرة السلة.

## انتهاك حقوق النشر واستخدام تصميمات نايكي
في عام 2019، استخدمت أولسبورت تصميمات نايكي لأدوات الأندية الإيرانية. كانت الشركة قد أعلنت في وقت سابق أن تصاميمها خاصة ومُميّزة.

## العلامات التجارية والمنتجات

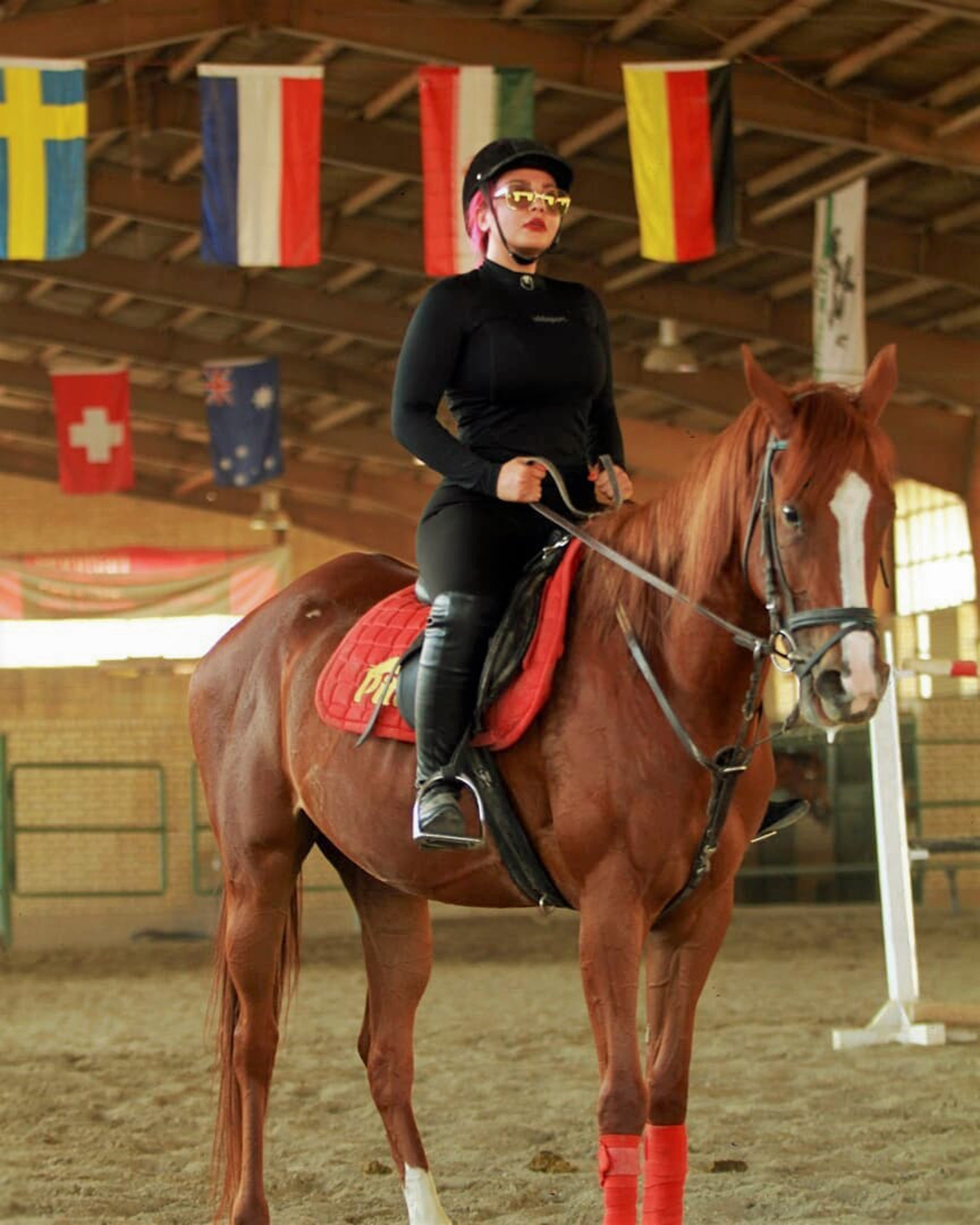
تدريب اللياقة البدنية للسيدات، طهران 2018

العلامة التجارية «أولسبورت» متخصصة في كرة القدم، وخاصة معدات حراس المرمى. منذ عام 2002، تم تسويق معدات كرة اليد من خلال العلامة التجارية (Kempa) الخاصة بالشركة، كما تمتلك أولسبورت (GmbH) حقوق التوزيع الأوروبية لعلامة كرة السلة الأمريكية (Spalding)، وهي قسم من (Russell Brands, LLC) الذي ينتج الكرات لمجموعة واسعة من الرياضات مثل الاتحادات الرياضية وكرة القدم الأمريكية وكرة السلة وكرة القاعدة والكرة الطائرة.
علامة تجارية أخرى للمجموعة هي (BLK)، وهي شركة أسترالية تركز بشكل أساسي على ملابس اتحاد الرغبي والدوري.
تدير الشركة الألمانية إستراتيجية توزيع غير مباشرة مع شركات تابعة في فرنسا وإسبانيا والسويد، ومع مديري دول في المملكة المتحدة وبنلوكس وسويسرا. أولسبورت لديها 80 شريك توزيع آخر في جميع أنحاء العالم. في عام 1998، تم بيع الشركة من قبل عائلة أول لعائلة دايس (Daiss).

## الرعاية

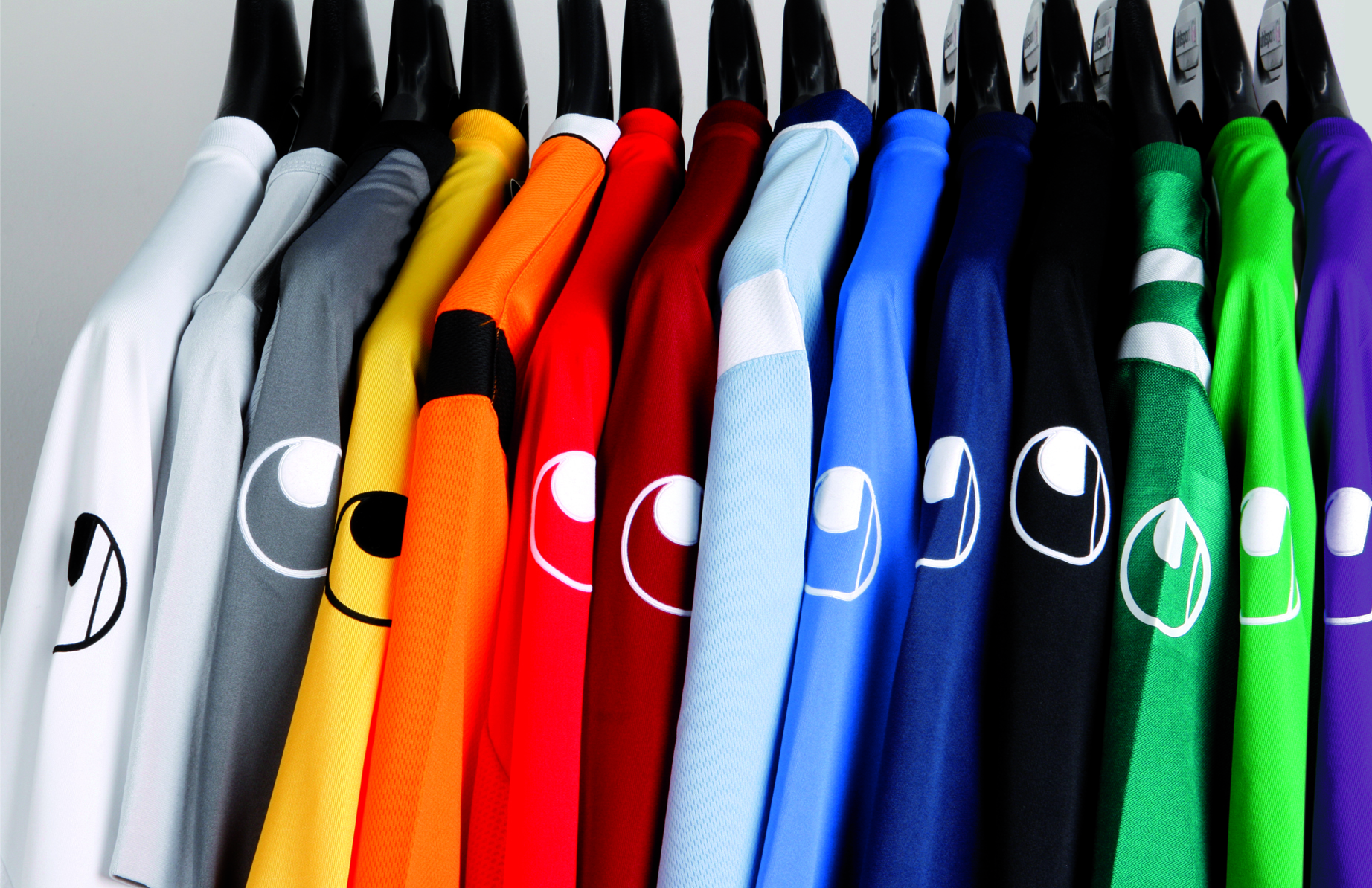
أقمصة أولسبورت

أولسبورت هي المورد الرسمي للمعدات لأندية: فورتونا دوسلدورف وريوتلنجن 05، ونادي ماغديبورغ وكورونا براشوف، وأفانهارد كراماتورسك وتشورنومورتس أوديسا وفريق سينديلفينجين الذي يُمارس في الدوري الألماني لكرة القدم للسيدات. بصفته الراعي الرسمي للكرات، فإن أولسبورت يدعم دوري الدرجة الأولى الفرنسي ودوري الدرجة الثانية الفرنسي. يلعب بقفازات أولسبورت عدد من حراس المرمى، منهم هوغو لوريس ودانييل سوباشيتش ولوكاس هراديكي ورون روبرت زيلر وآخرين.

### كرة القدم

#### المنتخبات الوطنية

##### أفريقيا
- تنزانيا
- زنجبار

#### أوروبا
- منتخب الشامرية لكرة القدم[الإنجليزية]

#### أندية

##### أفريقيا
- نادي الإنتاج الحربي
- نادي منتخب السويس
- نادي طنطا
- أولينزي ستارز[الإنجليزية]
- نادي الفتح الرباطي
- نادي الاتحاد الساحلي[الإنجليزية]
- نادي سيمبا
- نادي يانغ أفريكانز
- نادي مبيا سيتي

##### الأمريكتان
- نادي أتلتيكو فيلا سان كارلوس[الإنجليزية]
- نادي كوكيمبو أونيدو
- ديبورتيفو تاشيرا
- نادي زوليا[الإنجليزية]
- نادي زامورا
- نادي بتروليرو[الإنجليزية]

##### آسيا
- نادي تشيناي سيتي[الإنجليزية]
- نادي برسبوليس
- نادي شاهين بوشهر
- نادي شهر خودرو
- نادي بارس جنوبي جم
- نادي فالكر[الإنجليزية]
- نادي النهضة
- نادي دبا الفجيرة
- نادي الإمارات

##### أوروبا
- نادي بالس[الإنجليزية]
- دينامو تيرانا
- نادي لاتشي
- نادي كاستريوتي[الإنجليزية]
- نادي كامزا
- نادي تيوتا دورس
- نادي تيرانا
- نادي فلازنيا شكودر
- موسكرون بيروفيلز
- نادي بيروي ستارا زاغورا
- نادي بوتيف بلوفديف
- نادي تشيرنو مور فارنا
- نادي لوكوموتيف بلوفديف
- فيكتوريا زيزكوف
- نادي سيلكيبورج
- نادي تشبنهام تاون
- نادي سيلاماي كالف
- نادي تالينا[الإنجليزية]
- فورتونا دوسلدورف (حتى 2021)
- نادي كولن
- نادي ماغديبورغ
- نادي ريوتلنجن[الإنجليزية]
- إس إس في أولم 1846
- شتوتغارت كيكرز
- نادي ستجارنان[الإنجليزية]
- نادي غالواي يونايتد
- نادي تريبيتشا[الإنجليزية]
- نادي ليريا[الإنجليزية]
- نادي بيليمينا يونايتد
- نادي دجنانون سويفت
- نادي مدينة وارينبوينت[الإنجليزية]
- وايتهيد إيجلز
- نادي تشيرنوموريتس نوفوروسيسك[الإنجليزية]
- نادي كلايد
- نادي ستنهاوسموير
- نادي نوفى ميستو ناد فاهوم[الإنجليزية]
- نادي سبارتاك ميافا
- نادي سان أندرو
- أتفدابيرجس
- نادي أرضروم سبور[الإنجليزية]
- ألانيا سبور
- آلتاي إزمير
- بولو سبور
- نادي إربا سبور
- أوردو سبور
- نادي مرثير تاون[الإنجليزية]

#### الجمعيات
أولسبورت هي المورد الرسمي للبطولات والجمعيات التالية:
- الدوري الفرنسي
- الدوري الفرنسي الدرجة الثانية
- دوري أنغولا الممتاز (الحكام)
- الاتحاد البلغاري لهواة الراديو[الإنجليزية] (الحكام)
- الدوري الكيني الممتاز
- دوري أيرلندا الشمالية الممتاز
- دوري المحترفين الإيراني

### الكرة الطائرة
- نادي العين
- الشرطة
- نادي الزهراء
- نادي ألومينيوم هرمزغان

### كرة اليد

#### المنتخبات الوطنية
- البوسنة والهرسك
- ألمانيا
- آيسلندا
- كينيا
- كوسوفو
- منتخب بولندا
- قطر
- روسيا
- سلوفينيا
- السويد
- تونس

#### أندية
- ماغديبورغ
- نادي لايبزيغ لكرة اليد
- نادي بوكستهودر لكرة اليد[الإنجليزية]
- نادي متزنجن لكرة اليد[الإنجليزية]
- نادي ميتالورج إسكوبية لكرة اليد[الإنجليزية]
- فيف تارغي كيلسي
- سي إس إم بوخارست (السيدات)
- نادي رمينكو فيلتشا لكرة اليد[الإنجليزية] (السيدات)
- نادي كرايوفا لكرة اليد[الإنجليزية] (السيدات)
- نادي كورونا براشوف لكرة اليد[الإنجليزية] (السيدات)
- نادي جلوريا بيستريتسا لكرة اليد[الإنجليزية] (السيدات)
- نادي دنريا برايلا لكرة اليد[الإنجليزية] (السيدات)
- نادي جلوريا  بوزاو لكرة اليد[الإنجليزية] (السيدات)
- دينامو بوخارست
- سي إس إم بوخارست
- دوبروجا سود كونستانتسا
- بوليتخنيكا تيميشوارا
- شتينتسا مونيكيبال ديدمان باكاو
- نادي بوزاو لكرة اليد
- CSM Făgăraș (men's handball)[الإنجليزية]
- جرانوليريس
- نادي ألينغسوس لكرة اليد

### الرغبي
- البحرين (2019–2024)

## الفهرس
رالف شميكينبيشر: (بالألمانية: Die Fussballmarke Uhlsport: Markenpositionierung in Deutschland) (بالإنجليزية: "The uhlsport football brand. Brand positioning in Germany") وضعت العلامة التجارية في ألمانيا). 1998